# Lijst van burgemeesters van Someren
Dit is een lijst van burgemeesters van de Nederlandse gemeente Someren in de provincie Noord-Brabant.
| Ambtsperiode | Naam burgemeester                          | Partij of stroming | Bijzonderheden                               |
| ------------ | ------------------------------------------ | ------------------ | -------------------------------------------- |
| 1811 - 1836  | Martinus van Dremmen                       |                    |                                              |
| 1836 - 1850  | Henricus Verhoijsen                        |                    |                                              |
| 1850 - 1900  | Johannes Verhoijsen                        |                    |                                              |
| 1900         | W.A.P. Kerssemakers                        |                    |                                              |
| 1900 - 1903  | Wilhelmus Petrus Johannes Marinus Thijssen |                    |                                              |
| 1903 - 1926  | Willem Michels                             |                    |                                              |
| 1926 - 1944  | Piet Smulders                              |                    | vermoord in het kader van Aktion Silbertanne |
| 1944 - 1968  | Jan Boerenkamp                             |                    | tot 1946 waarnemend                          |
| 1968 - 1991  | Henk Roels                                 | KVP / CDA          |                                              |
| 1991 - 1999  | Joseph Vos                                 | CDA                |                                              |
| 2000 - 2017  | Alfred Veltman                             | PvdA               |                                              |
| 2017 - heden | Dilia Blok                                 | partijloos         |                                              |
| 2025 - heden | Elly Blanksma-van den Heuvel               | CDA                | waarnemend                                   |